# Absolution (album)
Az Absolution a Muse angol rockegyüttes harmadik, 2003. szeptember 29-én megjelent albuma.

## Számok
1. Intro – 0:22
2. Apocalypse Please – 4:12
3. Time Is Running Out – 3:56
4. Sing For Absolution – 4:54
5. Stockholm Syndrome – 4:58
6. Falling Away With You – 4:40
7. Interlude – 0:37
8. Hysteria – 3:47
9. Blackout – 4:22
10. Butterflies And Hurricanes – 5:01
11. The Small Print – 3:28
12. Fury (Japán bónusz szám) – 5:02
13. Endlessly – 3:49
14. Thoughts Of A Dying Atheist – 3:11
15. Ruled By Secrecy – 4:54

## Közreműködők
- Muse
  - Matthew Bellamy – ének, gitár, billentyűsök
  - Dominic Howard – dobok, ütősök
  - Christopher Wolstenholme – basszusgitár, vokál
- Paul Reeve – vokál
- Noel Fielding – vokál